# Brandon Teena
Brandon Teena (* 12. Dezember 1972 in Lincoln, Nebraska, USA als Teena Renae Brandon; † 31. Dezember 1993 in der Nähe von Humboldt, Nebraska, USA) war ein US-amerikanischer trans Mann. Teena wurde vergewaltigt und wenige Tage später ermordet.

## Leben und Ermordung
1993 lebte und identifizierte sich Brandon schon seit einigen Jahren als Mann und war dabei, Informationen über sein „Sein“ zu sammeln. Er hatte keine Hormontherapie begonnen, aber erwog eine geschlechtsangleichende Operation. Das Haupthindernis waren materielle Gründe: Ohne Rückhalt seiner Familie und ohne eigene Wohnung schlug er sich mit Gelegenheitsjobs und Kleinkriminalität durch.
In einem kleinen Ort in Nebraska verliebte er sich in Lana Tisdel, eine junge Frau, die anfänglich nicht wusste, dass er transgender war. Lana fühlte sich zwar zu Brandon hingezogen, war aber offenbar von den Begleitumständen überfordert.
Zwei Freunde von Lana, John Lotter und Marvin Nissen, hatten Brandon kennengelernt und ihn zunächst als „Kumpel“ akzeptiert. Als sie erfuhren, dass er einen weiblichen Körper hatte, wollten sie dies nicht hinnehmen. Sie fühlten sich betrogen und wollten ihm einen „Denkzettel“ erteilen, indem sie ihn vergewaltigten und zusammenschlugen. Einige Tage später, am 31. Dezember 1993 erschossen sie ihn und zwei Zeugen, Lisa Lambert und Philip DeVine, in Humboldt (Nebraska).
Lotter und Nissen wurden wegen Mordes verurteilt. Nissen gab vor Gericht zu, an den Morden beteiligt gewesen zu sein, Lotter habe jedoch alle tödlichen Schüsse auf die Opfer abgegeben. Aufgrund einer Absprache mit der Staatsanwaltschaft wurde Nissen daraufhin zu drei lebenslangen Freiheitsstrafen verurteilt. Gegen Lotter wurde die Todesstrafe verhängt. Im Jahr 2007 widerrief Nissen sein Geständnis und behauptete, er, nicht Lotter, habe alle Schüsse abgegeben. Lotters auf diesem Widerruf beruhende Berufung wurde jedoch zurückgewiesen. Die Todesstrafe wurde bisher (2017) nicht vollstreckt. 2017 legte Lotter Berufung gegen sein Todesurteil ein, da es auf verfassungswidriger Grundlage gefällt worden sei.

## Filme
Im Jahr 1995 drehte die Regisseurin Kimberly Peirce zunächst einen Kurzfilm, in dem sie aufgrund des Dokumentarfilms The Brandon Teena Story die Geschichte Brandon Teenas nacherzählte. 1999 entwickelte sie daraus den abendfüllenden Spielfilm Boys Don’t Cry. Für ihre Hauptrolle darin bekam die Schauspielerin Hilary Swank einen Oscar und einen Golden Globe.